# Notholirion macrophyllum
Notholirion macrophyllum là một loài thực vật có hoa trong họ Liliaceae. Loài này được (D.Don) Boiss. miêu tả khoa học đầu tiên năm 1882.